# Brotia laodelectata
Brotia laodelectata е вид охлюв от семейство Pachychilidae. Видът е уязвим и сериозно застрашен от изчезване.

## Разпространение и местообитание
Разпространен е в Лаос.
Обитава пясъчните дъна на сладководни басейни и реки.

## Описание
Популацията на вида е намаляваща.